# Заслуженный изобретатель Республики Беларусь
«Заслуженный изобретатель Республики Беларусь» (бел. Заслужаны вынаходнік Рэспублікі Беларусь) — почётное звание в Республике Беларусь. Присваивается по распоряжению Президента Республики Беларусь авторам внедрённых в производство особо важных изобретений.

## Порядок присваивания

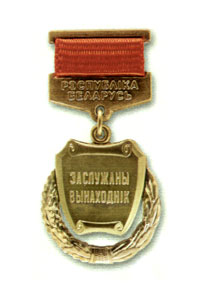
Изображение награды до 2020 года

Присваиванием почётных званий Республики Беларусь занимается Президент Республики Беларусь, решение о присвоении оформляется его указами. Государственные награды (в том числе почётные звания) вручает лично Президент либо его представители. Присваивание почётных званий Республики Беларусь производится на торжественной церемонии, государственная награда вручается лично награждённому, а в случае присваивания почётного звания выдаётся и свидетельство. Лицам, удостоенным почётных званий Республики Беларусь, вручают нагрудный знак.

## Требования
Почетное звание «Заслуженный изобретатель Республики Беларусь» присваивается авторам внедренных в производство изобретений, внёсших существенный вклад в технический прогресс и имеющих важное государственное значение, а также за многолетнюю изобретательскую деятельность.